# Міят
Міят (фінік. 𐤌𐤀𐤕, від фінік. 𐤌𐤀 — «сто», дав.-гр. Εκατόν, лат. Ordo judicum), Рада ста — найвищий контрольний орган у фінікійських містах-державах.
В Карфагені був створений у другій половині V ст. до н. е. після повалення влади Магонідів з метою не дозволити військовим командувачам та суфетам зосереджувати в своїх руках надмірну владу. Міят стежив за дотриманням законів усіма державними посадовцями.
Складався із ста або ста чотирьох осіб (останню цифру наводить Аристотель, проте він же каже про «сотню» осіб). Формувався зі складу адіри шляхом кооптації — через так звані пентархії (фінік. 𐤇𐤌𐤔). Лише за ініціативою Ганнібала Барки у 196 р. до н. е. міят був перетворений на виборний орган, члени якого до того ж обиралися щорічно.
За елліністичної доби міят існував також у Тірі.